# IC 2540
IC 2540 је елиптична галаксија у сазвјежђу Мали лав која се налази на листи објеката дубоког неба у Индекс каталогу.
Деклинација објекта је + 31° 28' 34" а ректасцензија 10h 6m 46,7s. Привидна величина (магнитуда) објекта IC 2540 износи 14,1 а фотографска магнитуда 15,1. IC 2540 је још познат и под ознакама MCG 5-24-14, CGCG 153-18, NPM1G +31.0179, PGC 29389.